# Call of Duty: Modern Warfare III (2023)
Call of Duty: Modern Warfare III — компьютерная игра в жанре шутер от первого лица, разработанная компанией Sledgehammer Games, издателем выступила Activision. Это триквел Call of Duty: Modern Warfare 2019 года, а также двадцатая основная часть серии. Релиз игры состоялся 10 ноября 2023 года для Windows, PlayStation 4, Xbox One, PlayStation 5 и Xbox Series X/S.

## Сюжет
События игры происходят через год после Call of Duty: Modern Warfare II. В ноябре 2023 года российская частная военная компания «Конни» вторгается в тюремный комплекс «Зордая» в Верданске, Кастовия. Там они находят и освобождают своего командира Владимира Макарова, который ранее был приговорён к пожизненному заключению за атаку в апреле 2019 года на стадион «Верданск», где его схватили бойцы SAS Джон Прайс и Джонни «Соуп» Мактавиш.
Несколько часов спустя группа Конни атакует порт в Урзыкстане с целью захвата ракет американского производства, а Фара Карим устанавливает маячки на контейнеры с ракетами.
Узнав о побеге Макарова от начальника отделения ЦРУ Кейт Ласвэлл, Прайс ведёт «ОТГ-141» к заброшенной после смерти генерала Романа Баркова атомной электростанции, чтобы помешать вражеской группе совершить диверсию. Однако Прайс обнаруживает, что на заводе на самом деле хранятся остатки химических материалов, которые Барков спрятал внутри, и что Макаров планирует переработать их в смертоносное химическое оружие. Конни сбегает с материалом, взорвав некоторые из ёмкостей, чтобы помешать оперативной группе 141, а Прайс чудом выживает после длительного пребывания возле ядовитого газа.
Тем временем Ласвэлл отправляется с Николаем на военную базу Арклов в Верданске. Проникая туда под прикрытием, она встречается с агентом ФСБ Юрием Волковым. Юрий предоставляет флэш-накопитель с информацией о химическом оружии, которое создавал Барков, и сообщает, что Кремль не причастен к проекту. Ласвэлл уходит с информацией в момент прилёта по базе ракет с ядовитым газом.
После нападения Макаров взрывает кастовский гражданский самолёт, применив жилет с бомбой, насильно привязав его к бывшей участнице Урзыкстанского ополчения, которая летела на борту. Чтобы нарушить планы Макарова по выставлению ополченцев виновниками случившегося, Фара и Алекс добираются до места крушения и стирают информацию со смартфонов погибших и чёрного ящика самолёта.
Затем по наводке беглого генерала армии США Шепарда, желающего вернуться на прежнюю должность и присвоить себе славу в случае устранения Макарова, протагонисты узнают, что группировка Владимира Макарова финансируется олигархом Миленой Романовой и направляются к ней на остров, где удаётся выпытать местоположение базы Конни. В результате налёта группа захватывает Андрея Нолана, правую руку Макарова, и благодаря его телефону засекает конвой Конни, движущийся через Сибирь в бывшую советскую тюрьму. На месте обнаруживается, что отряд сопровождал генерала Шепарда, ранее похищенного Макаровым. Прайс предлагает ему сделку — тот предоставляет информацию о дальнейших планах Макарова и согласие дать показания о своих действиях перед конгрессом США. Шепард соглашается и сообщает о планах Конни заминировать плотину Гора в Верданске, что вызовет затопление города и жертвы среди мирного населения.
Пока Соуп и Гоуст пытаются помешать Конни разрушить плотину Гора, остальная часть ОТГ-141 прорывается на базу Конни в Урзыкстане под прикрытием AC-130. На месте уничтожается вертолёт, на котором, по словам Шепарда, находился Макаров, хотя подтверждения этому не нашлось. После этого генерал Шепард и руководитель подконтрольной ему частной военной компании «Тени» Филлип Грейвз возвращаются в Соединённые Штаты и дают показания Конгрессу США о своих действиях, при этом Грейвз заявляет, что прошлогодний приказ атаковать ОТГ-141 в Мексике действительно был отдан Шепардом, но он отказался его исполнять.
Тем временем капитан Прайс и ОТГ-141 оказываются в Лондоне, где по последним данным был обнаружен новый след Макарова. После слежки за хакером бойцы выясняют, что Макаров получил флэш-накопитель, который позволяет контролировать железнодорожную сеть Великобритании, и что он намерен разрушить туннель под Ла-Маншем. При поддержке полиции и местного подразделения спецназа Прайс возглавляет штурм, чтобы освободить заложников и помешать планам Макарова. В тот момент, когда Соуп и Прайс добираются до бомбы, заложенной бойцами Конни, и занимаются её обезвреживанием, появляется Макаров и убивает Соупа выстрелом в голову. Когда Гас прибывает на место с подкреплением, Макаров успевает сбежать. По итогу бомбу удаётся обезвредить Прайсу и подоспевшему Гасу.
По завершении операции Прайс, Гас и Гоуст развеивают прах Соупа со скалы в Шотландии, почтив тем самым его память. В сцене после титров Прайс проникает в кабинет генерала Шепарда и убивает его за отданный в 2022 году приказ об уничтожении его бойцов в Мексике.

## Игровой процесс
Игровой процесс Modern Warfare III аналогичен предыдущей части и другим играм серии. В дополнение к обычным линейным уровням, в кампании представлены «Открытые боевые миссии», позволяющие игрокам самим выбирать последовательность выполнения целей.
В многопользовательской игре представлены все шестнадцать карт из базового набора классической Call of Duty: Modern Warfare 2 2009 года. Присутствует возможность голосовать за следующую карту, а также отображение соперников в виде меток на мини-карте в случае их стрельбы из оружия без глушителя. Классические игровые режимы, такие как «Убийство подтверждено» (англ. Kill Confirmed) и «Горячая точка» (англ. Hardpoint), дополнены новым — «Резня» (англ. Cutthroat), в котором друг с другом сражаются три команды из трёх игроков. Кроме того, возвращены режимы «Наземная война» (англ. Ground War) и «Война» (англ. War). Заявлено появление двенадцати новых многопользовательских карт вместе с новыми сезонами.
В игру также включён зомби-режим с открытым миром под названием MWZ. Его разработала студия Treyarch в сотрудничестве с Sledgehammer Games.

## Разработка
Modern Warfare III разработана компанией Sledgehammer Games и использует обновлённую версию движка IW Engine. Сообщения о существовании игры стали появляться в феврале 2023 года, когда агентство Bloomberg заявило, что следующая часть серии станет продолжением перезапущенной подсерии Modern Warfare. По слухам, Activision изначально собиралась выпустить дополнение к Modern Warfare II, которое должно было включать в себя новые уровни кампании и контент для многопользовательской игры. Однако во время разработки проекта издатель решил превратить наработки в новую полноценную часть серии.
В июле 2023 года Activision подтвердила, что исполнители, оружие и косметические предметы из Modern Warfare II будут перенесены в новую игру, что сделает её «прямым сиквелом нового типа». 17 августа 2023 года вышел полноценный трейлер игры. 19 сентября 2023 года появился трейлер, посвящённый зомби-режиму, а также стало известно, что ритейлеры могут отказаться ввозить в Россию игру через параллельный импорт из-за содержания сюжета.

## Отзывы критиков
| Сводный рейтинг       | Сводный рейтинг                        |
| Агрегатор             | Оценка                                 |
| --------------------- | -------------------------------------- |
| Metacritic            | (PC) 59/100 (PS5) 56/100 (XSXS) 60/100 |
| OpenCritic            | 58/100                                 |
| Иноязычные издания    |                                        |
| Издание               | Оценка                                 |
| Edge                  | 5/10                                   |
| Eurogamer             | [ 17 ]                                 |
| Game Informer         | 5/10                                   |
| GameSpot              | 5/10                                   |
| IGN                   | SP: 4/10 MP: 6/10 MWZ: 6/10            |
| NME                   | [ 23 ]                                 |
| PC Gamer (US)         | 47 %                                   |
| Video Games Chronicle | [ 25 ]                                 |
| Русскоязычные издания |                                        |
| Издание               | Оценка                                 |
| PlayGround.ru         | 5,5/10                                 |
| StopGame.ru           | Мусор                                  |

По данным агрегатора рецензий Metacritic игра получила смешанные отзывы критиков. На данный момент Modern Warfare III является самой низкооценённой частью серии на Metacritic. Саймон Карди из IGN поставил кампании 4 балла из 10, охарактеризовав её как «причудливое объединение частей режима Warzone в откровенно плохие миссии-песочницы».

## Актёры
- Джон Прайс — Бэрри Слоун
- Кайл «Газ» Гэррик — Эллиот Найт
- Кейт «Хранитель 1» Лассвэл — Риа Килстедт
- Джон «Соуп» МакТавиш — Нилл Эллис[англ.]
- Саймон «Гоуст» Райли — Сэмуэль Рукин[англ.]
- Владимир Макаров — Юлиан Костов
- Андрей Нолан — Николай Николаефф
- Гершель Шепард — Гленн Моршауэр
- Фара Карим — Клаудия Думит
- Филлип Грейвз — Коул Уоррен
- Николай — Стефан Капичич[англ.]